# Marie Drucker
Pour les articles homonymes, voir Drucker.
Marie Drucker, née le 3 décembre 1974 à Paris, est une journaliste, animatrice de radio et de télévision, documentariste, productrice, scénariste et actrice française.
Elle est la fille du dirigeant de télévision Jean Drucker, la nièce de l'animateur de télévision Michel Drucker et la cousine de l'actrice Léa Drucker, fille de son oncle Jacques Drucker, médecin et chercheur.
Présentatrice du Soir 3 de France 3 de 2005 à 2008, Marie Drucker est remplaçante à la présentation des journaux de 13 heures et 20 heures sur France 2 de 2008 à 2016. Depuis 2010, elle travaille également pour la presse écrite, ainsi qu'à la radio comme animatrice, d'abord sur Europe 1 entre 2008 et 2010, puis sur RTL de 2011 à 2016.
En juillet 2016, elle quitte la rédaction de France 2 pour se consacrer à la réalisation de documentaires et fonder sa société de production No School Productions. Elle devient également présentatrice de l'émission Infrarouge diffusée tous les mardis soir sur France 2 depuis janvier 2017.
À partir du 13 février 2021, elle présente Au bout de l'enquête, la fin du crime parfait ? chaque samedi à 14 heures sur cette même chaine.
Elle a réalisé, écrit ou produit plusieurs documentaires. Elle est aussi en 2023 coscénariste d'un film de fiction : Hors-saison de Stéphane Brizé.

## Biographie

### Formation et débuts
Issue d'une famille de télévision, Marie Drucker est titulaire en 1992 d'un baccalauréat A2 (littéraire option langues). Elle obtient par la suite une licence de lettres modernes à l'université de Paris-Sorbonne,. Elle est par ailleurs titulaire d'un diplôme de journaliste reporter d'images et de monteuse après des études au Centre de formation et de perfectionnement des journalistes (CFPJ).
Marie Drucker s'initie très tôt à l'image et apparaît notamment dès 1993 dans plusieurs clips du chanteur Carlos.
De 1994 à 1997, elle est pigiste pour Le Figaro Grandes Écoles, Réponse à Tout !, Réponse à tout Santé, Questions de femmes et pour l'agence CAPA, où elle devient permanente en 1997 pour l'émission Qu'en pensez-vous ?, sur Canal+.
De 1997 jusqu'en 1998, elle travaille pour l'émission Parole d'expert sur France 3. Durant la saison 1997-1998, elle prépare et coanime le magazine pour adolescents Rince ta baignoire sur France 2, et de 1998 jusqu'en 1999.

### Carrière à la télévision

#### Groupe Canal + (1999-2005)
En août 1999, Marie Drucker rejoint le groupe Canal+ pour participer à la création de la chaîne d'information en continu i>Télévision en novembre, comme reporter d'images et monteuse. Elle devient présentatrice et anime les matinales d’i>Télévision puis le grand journal de 18 heures. Elle présente également une émission littéraire, le magazine d’investigation Impact ainsi que les éditions spéciales et les soirées électorales,.
À partir de septembre 2003, elle présente pendant deux saisons les informations sur Canal+, maison-mère d'i>Télé, dans l'émission de la mi-journée et celle du soir, respectivement La vie en clair présentée par Géraldine Carré et Merci pour l'info par Emmanuel Chain en 2003/2004, puis Nous ne sommes pas des anges présentée par Maïtena Biraben et Le Grand Journal par Michel Denisot en 2004/2005. Elle quitte le groupe Canal+ à l'été 2005 pour rejoindre France Télévisions.

#### France Télévisions (depuis 2005)

##### France 3 (2005-2008)
De septembre 2005 à juillet 2008, Marie Drucker présente le journal télévisé Soir 3 sur la chaîne France 3. À la suite de la révélation de sa relation avec l'homme politique François Baroin, alors ministre français de l'Outre-mer, elle renonce à la présentation du journal durant toute la durée de la campagne pour l'élection présidentielle française de 2007, soit du 23 février au 7 mai, dans l'esprit de la jurisprudence Anne Sinclair amorcée en 1997.
En août 2008, alors qu'elle devient la remplaçante (« joker ») de Laurent Delahousse sur France 2, Carole Gaessler lui succède à la présentation du Soir 3.

##### France 2 (depuis 2008)
À compter du mois d'août 2008, Marie Drucker assure les remplacements de Laurent Delahousse sur France 2, lors des présentations des journaux du week-end et des magazines (13 h 15, le samedi et 13 h 15, le dimanche). Elle prend également en charge certaines opérations spéciales.
À la rentrée 2009, elle assure également le remplacement de David Pujadas au journal de 20 heures en semaine. Après l'arrivée de Julian Bugier, qui assure les remplacements du week-end durant l'été 2011, elle redevient à la rentrée de septembre 2011 le joker de Laurent Delahousse uniquement.
En mai 2016, elle annonce ne plus présenter les journaux télévisés du week-end à la rentrée. En juillet 2016, elle quitte l'info de France 2 mais reste sur la chaîne, se consacrant désormais à de nouveaux projets, notamment des magazines centrés sur des thèmes de société et des documentaires.
À compter du 13 février 2021, en plus de Infrarouge elle présente Au bout de l'enquête, la fin du crime parfait ? chaque samedi à 14 h ; cette émission s'intéresse aux « Cold case » : des affaires classées, réputées insolubles, qui ont parfois résisté près de 50 ans à la ténacité des enquêteurs avant qu’un indice oublié, un témoignage inespéré ou une expertise scientifique innovante permette d’en confondre les coupables, les audiences des premiers numéros pouvant atteindre jusqu’à 1,2 million de téléspectateurs et 10 % de part de marché.

##### Autres émissions
Parallèlement à ses activités principales sur France Télévisions, Marie Drucker anime des émissions occasionnelles en première partie de soirée sur France 2 ou France 3.
Elle présente ainsi les Victoires de la musique classique sur France 3 en 2007, 2008, 2009, 2010 et 2011.
Sur France 2, elle coprésente en juin 2009 une émission consacrée à la mer Méditerranée avec son oncle Michel Drucker. En décembre 2009, elle coanime le magazine Un soir pour la Terre avec Yann Arthus-Bertrand à l'occasion de la conférence de Copenhague de 2009 sur les changements climatiques.
De manière plus régulière, à partir de novembre 2007 et jusqu'en juin 2009, elle présente en première partie de soirée avec Max Gallo le magazine d'histoire Droit d'inventaire, produit par Emmanuel Chain pour France 3. À partir d'octobre 2009, elle anime, toujours sur France 3, le magazine hebdomadaire Hors Série en alternance avec Béatrice Schönberg.
En janvier 2010, elle présente un magazine de société, Ondes de Choc, sur France 2, puis coanime avec d'autres animateurs du groupe France Télévisions la soirée Pour Haïti, dédiée à l'aide aux victimes du séisme de 2010 en Haïti et diffusée notamment sur France 2 et France Inter.

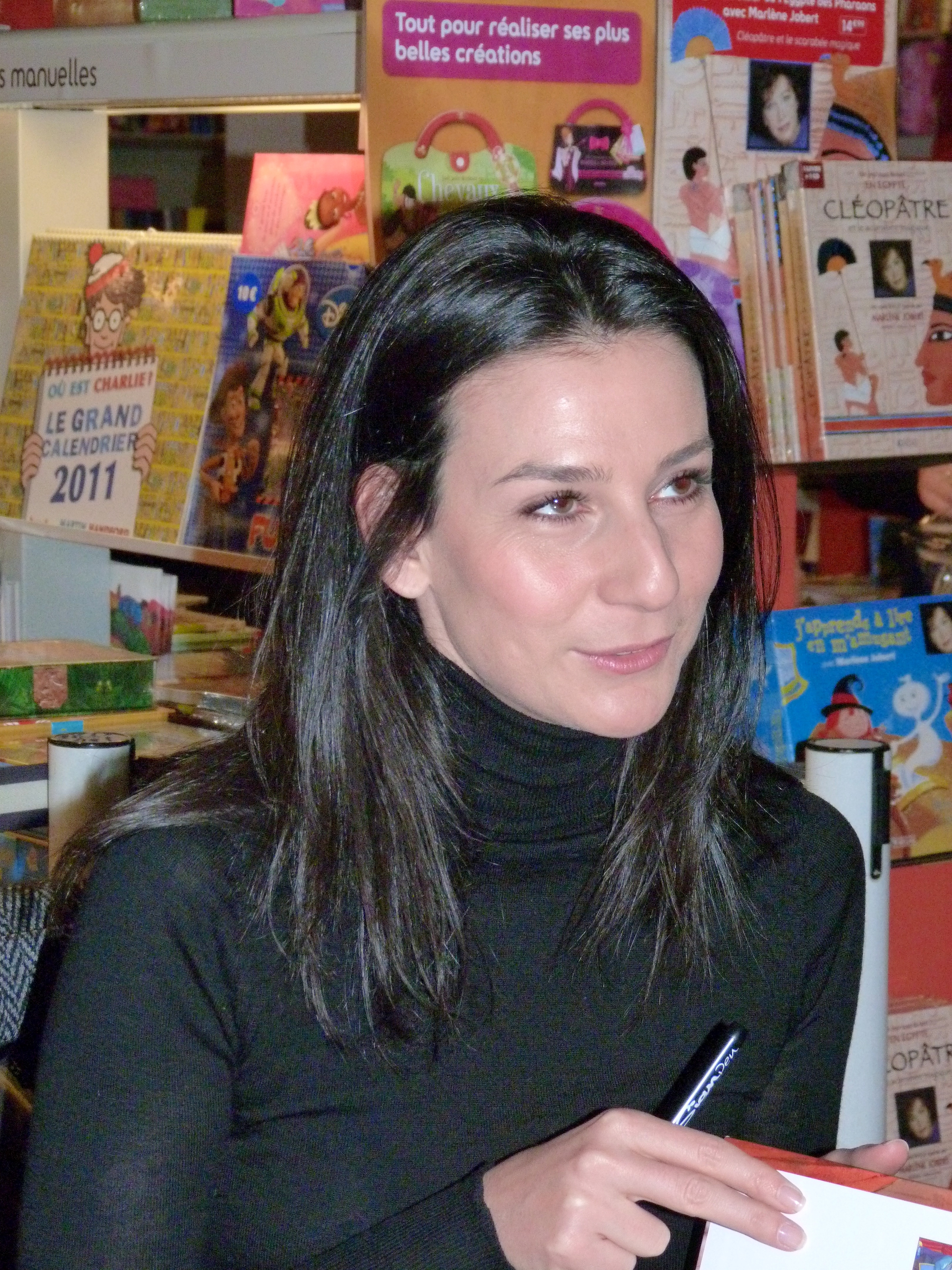
Marie Drucker, lors de la présentation du livre-CD pour enfants La Perruque de Joseph Haydn à Paris en novembre 2010.

En mars 2010, elle présente une émission spéciale consacrée à la rafle du Vélodrome d'Hiver sur France 2. Toujours sur France 2, elle collabore de nouveau avec son oncle Michel Drucker et coprésente Les Molières en avril 2010.
En novembre, janvier et juin 2011, elle présente sur France 5 C'est notre histoire, un magazine pour faire vivre l'histoire de France grâce à des témoignages de Français. Le premier numéro est consacré à Charles de Gaulle, le deuxième à François Mitterrand et le dernier à Coluche,.
En mars 2011, elle anime les Victoires de la musique, succédant à Nagui. En avril et juillet 2011, elle accompagne Stéphane Bern pour présenter le mariage du prince William et de Catherine Middleton et celui du prince Albert de Monaco et Charlene Wittstock.
À partir de septembre 2011, elle participe à la troisième saison de l’émission Les Infiltrés, un magazine d’investigation sur France 2, succédant à David Pujadas à la présentation en 2013,.
Le 8 octobre 2013, elle présente Nous, sur France 2, un magazine qui a l'ambition de « faire découvrir aux téléspectateurs la France et ceux qui l'habitent », au moyen de rencontres et d'animations graphiques spectaculaires.
Le 29 mai 2016, elle présente sur France 2 les commémorations du centenaire de la bataille de Verdun durant toute la journée, accompagnée de Pierre Servent.
À partir de février 2024, elle présentera un nouveau magazine sur France 2 intitulé France grand format dont le premier numéro a été diffusé le 6 février 2024.

### Vie privée
Entre 2004 et 2005, Marie Drucker est en couple avec l'écrivain Marc Lévy,,. De fin 2006 au printemps 2008, elle est la compagne de l'homme politique François Baroin, alors ministre de l'Outre-mer puis de l'Intérieur ; ce qui vaut à Marie Drucker une mise en congé du Soir 3 de février 2007, jusqu'à la fin de l'élection présidentielle,, en vertu d'une jurisprudence Anne Sinclair à l'application fluctuante selon les cas.
En 2009, elle a une liaison avec le banquier Matthieu Pigasse,. De fin 2009 à septembre 2010, elle est la compagne de l'humoriste Gad Elmaleh,,. En juin 2012, elle est en couple avec le cuisinier Cyril Lignac,.
Entre 2013 et 2021, elle partage sa vie avec Mathias Vicherat, haut fonctionnaire et chef d'entreprise français. Le couple a un enfant, Jean, né en 2015,.

## Engagements
En 2007, Marie Drucker est la marraine avec Claire Chazal, Laurence Ferrari, Béatrice Schönberg et Mélissa Theuriau de l'opération « La Rose Marie Claire », devenue depuis la « Flamme Marie-Claire », lancée à l’initiative de Tina Kieffer et en collaboration avec l'Unicef pour aider les jeunes filles défavorisées dans le monde à accéder à l'éducation en récoltant des fonds par la vente de roses,.
Depuis 2009, elle est aussi la marraine de l’association lyonnaise « L dans la ville » consacrée à l’insertion des jeunes filles par le sport.
Elle est également depuis 2011 membre permanent du jury du prix des prix littéraires[réf. souhaitée].
En 2017, aux côtés de Vincent Lindon et Antoine Griezmann, Marie Drucker devient marraine de l’Association « Un Rien C’est Tout », association ayant pour objectif de développer un modèle économique solidaire permettant de faire des dons cumulés lors des achats sur des sites internet de partenaires, pour quatre grandes causes (droit à la dignité, enfance et éducation, santé, environnement).

## Activités radio et presse

### Europe 1
En août 2008, parallèlement à ses activités sur France 2, Marie Drucker rejoint la station Europe 1, comme son oncle Michel Drucker, pour animer avec Patrick Cohen la tranche d'information de 18 h à 20 h. En août 2009, Patrick Cohen reprend seul la présentation de Europe 1 soir de 18 h 30 à 19 h, tandis que Marie Drucker anime une émission hebdomadaire de commentaires de l'actualité avec d'anciens journalistes d'Europe 1, Le débat des grandes voix d'Europe 1. Elle quitte la station en juillet 2010, après deux ans de collaboration, pour se recentrer sur la télévision.

### RTL
En août 2011, Marie Drucker remplace Harry Roselmack sur la station RTL, pour présenter Le Journal inattendu diffusé chaque samedi de 12 h 30 à 13 h 30. En septembre 2012, elle présente aussi une nouvelle émission, Les Essentiels, diffusée chaque dimanche de 13 h 30 à 15 h. Elle arrête la présentation du Journal inattendu en 2016.
Depuis fin 2017, elle fait partie de l'émission de Marc-Olivier Fogiel, On refait le Monde, toujours sur RTL.

### Presse écrite
Depuis 2010, Marie Drucker collabore avec la presse écrite et réalise des entretiens pour les magazines Gala, Paris Match et Madame Figaro.

## Réalisatrice, productrice et scénariste
En 2012, Marie Drucker co-réalise un documentaire sur La Nouvelle-Orléans et, en 2014 sur le chanteur Charles Aznavour. Le 9 février 2016, France 2 diffuse dans l'émission Infrarouge son troisième documentaire, intitulé « Détenues », qui relate la vie de femmes vivant en maison de détention à la suite de meurtres ou de tentatives de meurtre et purgeant de longues peines, évoquant leurs vies à visage découvert,.
En septembre 2016, elle fonde sa société de production, No School Productions, visant à la création de documentaires et de programmes de fiction.
En 2023, elle coécrit son premier film de fiction pour le cinéma : Hors-saison de Stéphane Brizé.

## Filmographie
Sauf indication contraire, les informations mentionnées dans cette section peuvent être confirmées par les bases de données cinématographiques IMDb et Allociné,  présentes dans la section « Liens externes ».

### Actrice

#### Cinéma
- 2016 : Ils sont partout d'Yvan Attal : elle-même
- 2021 : Un autre monde de Stéphane Brizé : Claire Bonnet Guérin
- 2023 : Hors-saison de Stéphane Brizé : l'épouse de Mathieu

#### Télévision
- 2014 : Fais pas ci, fais pas ça, saison 7, épisode La Méduse et le Putois de Laurent Tuel : elle-même

#### Clips
- 1993 : Big Bisou (version karaoké) de Carlos
- 1993 : Rosalie de Carlos
- 1993 : La Bamboula de Carlos
- 1993 : Tout nu et tout bronzé de Carlos

### Réalisatrice
- 2012 : De la Nouvelle Orléans à Washington, plongée dans l’Amérique Profonde (documentaire ; diffusé sur France O et France 2) - coréalisé avec Stéphane Dubun et Grégoire Deniau[70]
- 2014 : Aznavour (documentaire ; diffusé sur France 2 dans l’émission Infrarouge) - coréalisé avec Damien Vercaemer[71]
- 2016 : Détenues (documentaire ; diffusé sur France 2 dans l’émission Infrarouge)[72]
- 2018 : Le Courage de grandir (documentaire ; diffusé sur France 2 dans l’émission Infrarouge)[73]
- 2019 : Elles ont toutes une histoire (mini-série documentaire ; multi-diffusée sur toutes les chaines du groupe France Télévisions)[73]
- 2019 : Profs, en première ligne (documentaire ; diffusé sur France 5) - coréalisé avec Charlotte Leloup
- 2022 : Pour grandir encore (documentaire ; diffusé dans l'émission 25 nuances de doc)

#### Productrice
- 2018 : Le Malheur des autres (court métrage) de Barbara Schulz
- 2018 : 13 novembre : Fluctuat Nec Mergitur (November 13: Attack on Paris) (mini-série documentaire ; diffusée sur Netflix) de Jules et Gédéon Naudet[74]
- 2019 : Je prends ta peine (documentaire) d'Anne Consigny
- 2019 : Profs, en première ligne (documentaire ; diffusé sur France 5) d'elle-même et Charlotte Leloup[74]
- 2019 : Seule à deux (documentaire ; diffusé sur Téva) de Marie-Ange Casta[75]
- 2020 : Quand l'hôpital retient son souffle (documentaire) d'Olivier Taïeb et Isabelle Weinstein-Steg
- 2021 : Dans l'ombre de Jackie Kennedy (documentaire) de Patrick Jeudy[76]

### Scénariste
- 2016 : Détenues (documentaire) d'elle-même[72]
- 2018 : Le Courage de grandir (documentaire) d'elle-même[73]
- 2019 : Elles ont toutes une histoire (mini-série documentaire) d'elle-même[73]
- 2023 : Hors-saison de Stéphane Brizé

## Publications
- Marie Drucker, La Perruque de Joseph Haydn, Paris, Bleu nuit, coll. « Les histoires musicales imaginaires de Marie Drucker », 10 novembre 2010, 46 p. (ISBN 978-2-35884-004-0)Livre et CD audio racontant la passion de l'Autrichien pour les perruques. Histoire originale de Jean-Philippe Biojout, adaptation de Marie Drucker et Stéphane Ribeiro, dessins de Valérie Lenoir.
- Marie Drucker, La Petite Danseuse de Maurice Ravel, Paris, Bleu nuit, coll. « Les histoires musicales imaginaires de Marie Drucker », 13 janvier 2011, 46 p. (ISBN 978-2-35884-005-7)Livre et CD audio racontant le retour de Maurice Ravel dans son Pays basque natal pour retrouver Inès, sa nièce. Histoire originale de Jean-Philippe Biojout, adaptation de Marie Drucker et Stéphane Ribeiro, dessins de Valérie Lenoir.
- Marie Drucker et Frédéric Lenoir, Dieu en questions, Paris, Robert Laffont, 1er septembre 2011, 138 p. (ISBN 978-2-221-11306-6)Livre d'entretien avec le philosophe et historien Frédéric Lenoir.
- Marie Drucker et Sidonie Bonnec, Maman, pour le meilleur et pour le reste, Fayard, octobre 2016, 250 p. [présentation en ligne]
- Marie Drucker et Sidonie Bonnec, Naturel, pour le meilleur et pour le reste, Fayard, octobre 2019, 255 p. [présentation en ligne]
- Marie Drucker, En forme !, Robert Lafont, avril 2023, 246 p.  (ISBN 9791022406161)
- Marie Drucker, Nos cœurs déracinés, Grasset, mars 2025, 160 p.  (ISBN 9782246840732)

## Distinctions

### Récompenses
- 2006 : lauréate du trophée des femmes en or 2007 dans la catégorie « Communication »[77]. À cette occasion, Marie Drucker rappelle que « la seule chose importante est de transmettre une information la plus exigeante et rigoureuse, travail collectif d'une grande rédaction de service public »[78].
- 2006 : lauréate du « Trophée des jeunes talents » dans la catégorie des présentateurs pour Soir 3[79].

### Décoration
- 2015 :  Chevalier de l'ordre des Arts et des Lettres[80].